# 太田正己
太田 正己（おおた まさみ、1920年 <大正9年> 11月28日 - 2004年 <平成16年> 1月24日）は、日本の外交官。OECD環境委員会議長、駐ケニア特命全権大使兼国連環境計画政府代表、外務省参与兼ユネスコ執行委員会委員・政府代表などを務めた。 

## 人物・経歴
1942年東京商科大学（現一橋大学）卒業、外務省入省。1946年終戦連絡中央事務局総裁官房連絡官。1949年外務省総務局経済課外交官補。
1951年外務省条約局条約課外務事務官。1952年外務省条約局第一課外務事務官。1958年科学技術庁原子力局原子力調査課長。1959年科学技術庁原子力局調査課長。
外務省国際連合局管理課長を経て、1963年在フランス日本国大使館参事官、ユネスコ常駐日本政府代表。在イラン日本国大使館参事官、国際人権会議日本政府代表を経て、1971年外務大臣官房審議官（環境問題担当）。1973年経済協力開発機構環境委員会議長。
1974年駐ケニア兼マラウイ兼ウガンダ特命全権大使。1975年国際連合環境計画日本政府代表。1976年国際連合貿易開発会議日本政府代表、ユネスコ総会日本政府代表。1978年駐アルジェリア特命全権大使、ユネスコ総会日本政府代表。
1980年駐ヴァチカン特命全権大使、ユネスコ執行委員会委員たる日本政府代表。1983年外務省参与、ユネスコ執行委員会委員たる日本政府代表。1991年勲二等瑞宝章受章。2004年叙従三位。

## 親族
父は教育者の太田秀穂。外交官の太田一郎や、外交官の太田三郎は兄。